# Lonely Planet (utwór muzyczny Dorians)
Lonely Planet – utwór ormiańskiego zespołu Dorians wydany w 2013, napisany przez gitarzystę i założyciela grupy Black Sabbath, Tony'ego Iommiego, i Wardana Zado'jana, który został także reżyserem teledysku do piosenki.
Utwór wygrał w koncercie eliminacyjnym, w którym wybierana była konkursowa propozycja dla Gorr Sudżiana i jego zespołu Dorians, reprezentantów Armenii w 58. Konkursie Piosenki Eurowizji. 16 maja został zaprezentowany przez zespół podczas drugiego półfinału konkursu i z siódmego miejsca awansował do rozgrywanego dwa dni później finału, w którym zajął 18. miejsce po zdobyciu 41 punktów.